# Chapelet irlandais

Chapelet irlandais

Un chapelet irlandais est un chapelet à 10 grains utilisé en Irlande à l'époque où les objets religieux catholiques étaient interdits par les lois pénales irlandaises,.
En effet, en raison de sa petite taille, ce modèle de chapelet pouvait être facilement dissimulé. Il permettait aux fidèles catholiques de prier sans crainte d'être vu.
Le fidèle cachait le chapelet dans sa manche ou dans la paume de sa main. Il plaçait l'anneau dans son pouce et prenait un des 10 grains entre deux doigts. Après chaque prière récitée, il avançait d'un grain sur le chapelet.